# مضاد استطباب
مضاد الاستطباب أو النَّواهي أو ممنوع الاستطباب به (بالإنجليزية: Contraindication)‏ هو مصطلح طبي يصف الحالات الطبية التي يُمنع فيها من استخدام علاجٍ أو تشخيصٍ ما.
يوصف العلاج أو الدواء في هذه الحالة بأنه ممنوع الاستطباب به، وتوصف الحالة التي يُمنع فيها من استخدام دواءٍ ما بأنه مضادة استطباب لهذا الدواء.